# کینان دیویس
کینان دیویس (انگلیسی: Keinan Davis؛ زادهٔ ۱۳ فوریهٔ ۱۹۹۸) بازیکن فوتبال اهل بریتانیا است.وی در پست مهاجم برای باشگاه فوتبال استون ویلا بازی می‌کند. (در فصل ۲۰–۲۰۱۹)
از باشگاه‌هایی که در آن بازی کرده‌است می‌توان به باشگاه فوتبال استیونج و باشگاه فوتبال استون ویلا اشاره کرد.
وی همچنین در تیم ملی فوتبال زیر ۲۰ سال انگلستان بازی کرده‌است.